# 8 Chords, 328 Words
8 Chords, 328 Words là đĩa mở rộng thứ sáu của ban nhạc punk rock người Mỹ Pinhead Gunpowder. EP được phát hành vào ngày 27 tháng 6 năm 2000 thông qua Lookout! Records.

## Danh sách bài hát
Tất cả các bài hát do Aaron Cometbus viết

### Mặt A
1. "Landlords" – 2:10

### Mặt B
1. "Black Mountain Pt. 3 - 1:06